# Veldprobleemspinnetje
Het veldprobleemspinnetje (Meioneta rurestris) is een spinnensoort uit de familie hangmatspinnen (Linyphiidae). De soort komt voor in het Palearctisch gebied en is de typesoort van het geslacht Meioneta. Het veldprobleemspinnetje wordt 1,6 tot 2,3 mm groot.